# Edward Knatchbull
Edward Knatchbull, 9. baronet (ur. 20 grudnia 1781, zm. 24 maja 1849 w Mersham Hatch w Kencie) – brytyjski polityk, członek stronnictwa torysów i Partii Konserwatywnej, minister w rządach Roberta Peela.
Był synem sir Edwarda Knatchbulla, 8. baroneta, i Mary Hugessen. Wykształcenie odebrał w Christ Church na Uniwersytecie Oksfordzkim. Studia ukończył w 1800 r. 2 maja 1802 r. został członkiem Towarzystwa Królewskiego. W 1803 r. rozpoczął praktykę adwokacką w korporacji Lincoln’s Inn. Po śmierci ojca w 1819 r. odziedziczył tytuł baroneta.
W 1819 r. został wybrany do Izby Gmin jako reprezentant okręgu Kent. Okręg ten reprezentował do 1831 r. W latach 1833–1845 reprezentował okręg wyborczy East Kent. W 1829 r. został jednym z liderów torysowskich ultrasów, którzy sprzeciwiali się emancypacji katolików. W 1834 r. został członkiem Tajnej Rady. W latach 1834–1835 był płacmistrzem armii, a w latach 1841–1845 członkiem gabinetu jako Paymaster-General. Zmarł w 1849 r.

## Rodzina
25 sierpnia 1806 r. poślubił Annabellę Honywood (zm. 4 kwietnia 1814), córkę sir Johna Honywooda, 4. baroneta, i lady Frances Courtenay, córki 2. wicehrabiego Courtenay. Edward i Annabella mieli razem sześcioro dzieci:
- Mary Louisa Knatchbull (zm. 30 stycznia 1923), żona generała-majora Charlesa Dundasa, nie miała dzieci
- Eleanor Grace Knatchbull (zm. 20 kwietnia 1913), żona Roberta O’Reilly’ego, nie miała dzieci
- Beatrice Joanna Knatchbull (zm. 17 maja 1932), żona Charlesa Towry'ego-Lawa, 3. barona Ellenborough, nie miała dzieci
- Mary Dorothea Knatchbull (zm. 22 lutego 1838), żona Edwarda Knighta, miała dzieci
- Norton Joseph Knatchbull (10 lipca 1808 – 2 lutego 1868), 10. baronet
- nieznane z imienia dziecko (zm. 1818)

24 października 1820 r. poślubił Fanny Catherine Knight (1793 - 24 grudnia 1882), córkę Edwarda Knighta, i Elizabeth Bridges, córki sir Brooka Bridgesa, 3. baroneta. Edward i Fanny mieli razem trzech synów:
- Edward Hugessen Knatchbull-Hugessen (29 kwietnia 1829 - 6 lutego 1893), 1. baron Brabourne
- Reginald Bridges Knatchbull-Hugessen (ur. 1831)
- Herbert Thomas Knatchbull-Hugessen (1 grudnia 1835 - 15 maja 1922)